# Праджелато
Праджелато (итал. Pragelato) — коммуна в Италии, располагается в регионе Пьемонт, в провинции Турин.
Население составляет 452 человека (2008 г.), плотность населения составляет 5 чел./км². Занимает площадь 88 км². Почтовый индекс — 10060. Телефонный код — 0122.
В коммуне 15 августа особо празднуется Успение Пресвятой Богородицы.

## Демография
Динамика населения:

## Администрация коммуны
- Официальный сайт: http://www.comune.pragelato.to.it/ Архивная копия от 16 декабря 2009 на Wayback Machine